# Orthotrichum schofieldii
Orthotrichum schofieldii là một loài Rêu trong họ Orthotrichaceae. Loài này được (B.C. Tan & Y. Jia) B.H. Allen mô tả khoa học đầu tiên năm 2002.